# Taghzoute N'Aït Atta
Taghzoute N Ait Atta (franska: Taghzoute N Ait Atta (CR), Taghzoute N Ait Atta (Commune Rurale), arabiska: تاغزوت ن آيت عطّا) är en kommun i Marocko.   Den ligger i provinsen Tinghir och regionen Drâa-Tafilalet, 300 km söder om huvudstaden Rabat. Antalet invånare är 13 636.